# Gran Premio República
El Gran Premio República fue una carrera ciclista profesional que se disputaba anualmente en España entre 1932 y 1936. Durante las 3 primeras ediciones fue una prueba de un único día. Los 2 últimos años la prueba constaba de cuatro etapas y cubría el recorrido Éibar-Madrid-Éibar.
Creada en 1932, tras la proclamación de la Segunda República Española, su vigencia estuvo unida a esta ya que dejó de celebrarse a raíz de la guerra civil española y el posterior triunfo del franquismo.
El corredor que más veces se impuso fue Luciano Montero, con dos victorias.

## Palmarés
| Año  | Ganador           | Segundo           | Tercero                  |
| ---- | ----------------- | ----------------- | ------------------------ |
| 1932 | Luciano Montero   | Gabriel Hargues   | Jean-Baptiste Intcegaray |
| 1933 | Ricardo Montero   | Salvador Cardona  | Jesús Dermit             |
| 1934 | Luciano Montero   | Federico Ezquerra | Joseph Autaa             |
| 1935 | Salvador Cardona  | Fermín Trueba     | Luciano Montero          |
| 1936 | Julián Berrendero | Luciano Montero   | Jesús Dermit             |

## Palmarés por países
| País   | Victorias |
| ------ | --------- |
| España | 5         |